# Pica-pau-das-bolotas
O Pica-pau-das-bolotas (Melanerpes formicivorus)  é uma ave de tamanho médio da espécie pica-pau de tamanho médio, 21 cm (8.3 in) comprimento, com um peso médio de 85 g (3.0 oz).

## Taxonomia
O pica-pau-das-bolotas foi formalmente descrito em 1827 pelo naturalista inglês William John Swainson sob o nome binomial Picus formicivorus a partir de um espécime coletado no México. O epíteto específico combina o latim formica que significa "formiga" vorus que significa "comer". A localidade tipo é Temascaltepec no México. O pica-pau-bolotas é uma das 24 espécies agora colocadas no gênero Melanerpes que foi introduzido por William John Swainson em 1832.  Dentro de Melanerpes, o pica-pau de bolota é irmão de um clado contendo duas espécies sul-americanas: o pica-pau branco (Melanerpes candidus) e o pica-pau-de-testa-branca (Melanerpes cactorum).
Sete subespécies são reconhecidas:
- M. f. Bairdi Ridgway, 1881 – Oregon (EUA) ao norte da Baixa Califórnia (México)
- M. f. angustifrons Baird, SF, 1870 – sul da Baixa Califórnia (México)
- M. f. formicivorus (Swainson, 1827) - sudoeste dos EUA ao sudeste do México
- M. f. albeolus Todd, 1910 – leste de Chiapas (sudeste do México) até Belize e nordeste da Guatemala
- M. f. lineatus (Dickey & Van Rossem, 1927) – Chiapas (sul do México) ao norte da Nicarágua
- M. f. striatipectus Ridgway, 1874 – Nicarágua a oeste do Panamá
- M. f. flavigula (Malherbe, 1849) – Colômbia

## Descrição
O pica-pau de bolota adulto tem uma cabeça, costas, asas e cauda preto-acastanhado, testa branca, garganta, barriga e garupa. Os olhos são inicialmente escuros em filhotes, tornando-se brancos dentro de alguns meses. Há uma pequena parte na parte inferior das costas onde existem algumas penas esverdeadas. Na maioria das subespécies, os machos adultos têm um gorro vermelho começando na testa, enquanto as fêmeas têm uma área preta entre a testa e o gorro. As manchas brancas no pescoço, garganta e testa são identificadores distintos. Ao voar, eles batem algumas asas e caem cerca de 30 centímetros. Círculos brancos em suas asas são visíveis quando em voo. Pica-paus bolota têm uma chamada que soa quase como se estivessem rindo.
Medidas :
- Duração : 19–23 cm (7.5–9.1 in)
- Peso : 65–90 g (2.3–3.2 oz)
- Envergadura : 35–43 cm (14–17 in)

### Distribuição e habitat
O habitat do pica-pau de bolota são áreas florestais com carvalhos nas áreas costeiras e no sopé do Oregon, Califórnia, e no sudoeste dos Estados Unidos, ao sul da América Central até a Colômbia. Esta espécie pode ocorrer em altitudes baixas no norte de sua distribuição, mas raramente abaixo 1,000 m (3,300 ft) na América Central, e se reproduz até a linha da madeira. Os ninhos são escavados em uma cavidade em uma árvore morta ou em uma parte morta de uma árvore.
Pica-paus de bolota, como o próprio nome indica, dependem fortemente de bolotas para alimentação. As bolotas são um recurso tão importante para as populações da Califórnia que os pica-paus de bolota podem nidificar no outono para aproveitar a colheita de bolotas, um comportamento raro em pássaros.  As bolotas são armazenadas em pequenos buracos perfurados especialmente para esta finalidade em "celeiros" ou "árvores de armazenamento" - geralmente senões, galhos mortos, postes ou edifícios de madeira. Buracos de armazenamento - sempre em tecido morto, como casca ou galhos mortos - são usados ano após ano, e os celeiros podem consistir em milhares de buracos, cada um dos quais pode ser preenchido por uma bolota no outono. O acesso às culturas de bolota influencia a composição das comunidades de pica-paus de bolota. Em um estudo no Novo México, havia cerca de 90% de adultos não reprodutores por unidade social em 1976, um ano de má colheita de bolotas. No ano seguinte, 1977, houve um aumento significativo na produção de bolotas e uma diminuição correlata de adultos não reprodutores por unidade. 